# Caenolestes condorensis
Caenolestes condorensis là một loài động vật có vú trong họ Caenolestidae, bộ Paucituberculata. Loài này được Albuja & Patterson miêu tả năm 1996.

## Hình ảnh

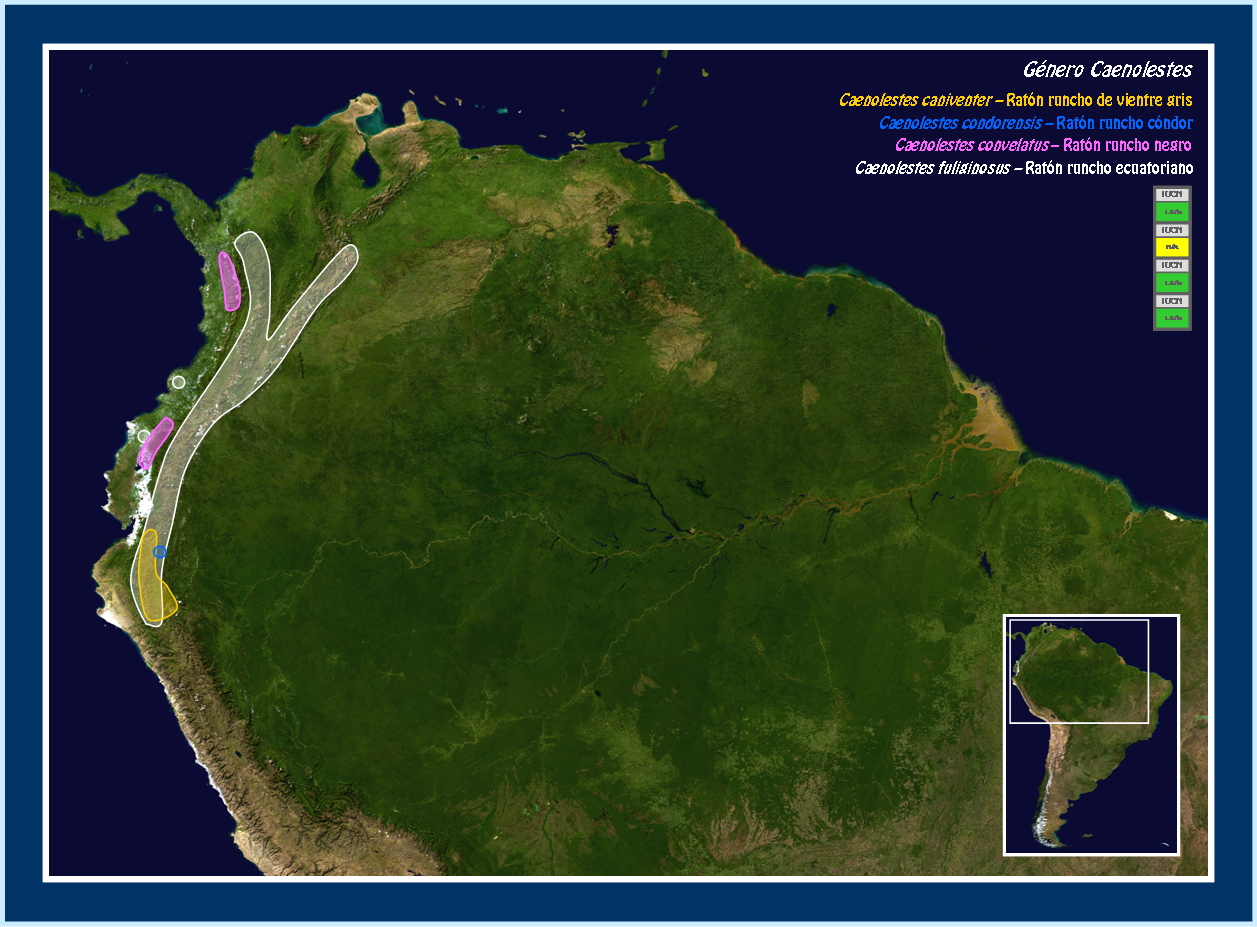